# Jean-Baptiste Auguste Digard de Lousta
Pour les articles homonymes, voir Digard.
Jean-Baptiste Auguste Digard dit Digard de Lousta, né à Saint-Germain-des-Vaux le 19 décembre 1813 et mort à Cherbourg le 14 mars 1879, est un historien et poète français.

## Biographie
Ancien agent-comptable du matériel de la Marine, Digard était conservateur de la bibliothèque de la ville de Cherbourg. Reçu membre de l’Académie de Cherbourg, le 1er mars 1845, il en devint le directeur en 1870, fonction qu’il occupa jusqu’en 1875.
Parmi ses nombreuses productions littéraires et historiques, les unes furent publiées dans le Phare de la Manche et les autres dans les volumes des Mémoires de la Société Académique de Cherbourg. En plus de ces travaux imprimés, on doit également à Digard plusieurs articles philosophiques, biographiques, etc. lus au cours des séances mensuelles de cette Académie, et restés inédits.
S’occupant également de poésie, Digard avait reçu, en 1847, un porte-crayon en or, enrichi de brillants, accompagné d’une lettre de remerciements, de la reine Marie-Amélie pour lui avoir envoyé son volume de vers intitulé Visions d’un poète.
Digard était membre correspondant de la Société de l’Enseignement de Paris, de l’Académie de Caen, de l’Académie de Dijon. Il était chevalier de la Légion d'honneur (1869).

## Publications
- Jérusalem en vers, Mémoires de la Société Académique de Cherbourg, 1861 ;
- Coup d’œil sur la Hague, Mémoires de la Société Académique de Cherbourg, 1847 ;
- De la manière de connaître le Beau (id. 1847) ;
- Joseph-Laurent Couppey, sa vie et ses écrits, Cherbourg, Feuardent, 1 vol. in-8°, 1854, 166-XI p.
- Visions d’un poète, poème en 20 chants, Cherbourg, Noblet, 1845, in-16, 127 p.
- Célébrités de village, Cherbourg. 1873, in-8°
- Coup d’œil sur la Hague, t. Ier, Mem. de la Soc. nat. acad. de Cherbourg, 1852.
- Histoire du comte Antoine-René du Bel, seigneur de Saint-Germain-des- Vaux, t. l", (Mém. de la Soc. Acad. de Ch. 1852.
- Histoire merveilleuse de Mademoiselle de Tonneville, 1873, Cherbourg, A. Mouchel, 1874, in-8°, 16 p.

## Pour approfondir